# Gombo (soupe)
Ne doit pas être confondu avec Gombo.
Le gombo, également appelé gumbo (anglicisme), est un ragoût originaire de la Louisiane française, apparu au cours du XVIIIe siècle. Il est constitué d'un bouillon fortement aromatisé, de viandes ou de crustacés, d'un agent épaississant et de légumes. Parmi les légumes couramment utilisés figurent le céleri, les poivrons et les oignons, connus collectivement sous le nom de « sainte trinité » dans la cuisine cadienne.
Plusieurs types d'épaississants sont utilisés : le gombo en provenance  d'Afrique, le filé (poudre d'épices issue des feuilles de sassafras) utilisé par les Choctaws, ou encore le roux, une préparation à base de farine et de matière grasse, inspirée de la cuisine française. Ce plat combine des ingrédients issus des traditions culinaires de diverses cultures, notamment celles de la France, de l'Espagne, de l'Allemagne, de l'Afrique de l'Ouest et des Choctaws. Le gombo puise également ses racines dans la cuisine traditionnelle ouest-africaine. Il existe plusieurs variétés de ce plat.
La recette sommaire du plat consiste à préparer le bouillon, cuire les légumes, puis ajouter les viandes. Le ragoût doit mijoter pendant au moins trois heures, avant d'ajouter les coquillages et les épices en fin de cuisson. Le plat est ensuite retiré du feu. Le gombo est traditionnellement servi avec du riz. Il existe également une version végétarienne, appelée gombo aux herbes, cuite lentement et parfois épaissie au roux, également accompagnée de riz.
La première mention écrite du plat date de 1802 et il figure dans de nombreux livres de cuisine à partir de la seconde moitié du XIXe siècle. Dans les années 1970, le plat gagne en notoriété lorsque la cafétéria du Sénat américain l'a ajouté dans son menu en hommage au député de Louisiane Allen Ellender. Dans les années 1980, la popularité de chefs de louisianais tels que Justin Wilson contribue encore à accroître sa renommée. Aujourd'hui, le gombo est reconnu comme plat officiel de la Louisiane.

## Étymologie
Le nom du plat vient très probablement du continent africain par l'intermédiaire du français de Louisiane. Les universitaires et les chefs cuisiniers ont proposé diverses explications sur l'étymologie du mot « gombo ». Le plat semble porter le nom des deux principaux ingrédients utilisés dans sa préparation : le gombo (légume)et la poudre de feuilles de sassafras (filé). En langue bantoue, le gombo est appelé « ki ngombo » ou encore « qui ngombo ». Le mot a une signification similaire à « chinggômbô » en Mbandu et Chilube . Dans la langue du peuple Choctaw , le filé, ou feuilles de sassafras moulues, est appelé « kombo »,,.

## Plusieurs variantes du plat

### Épaississants

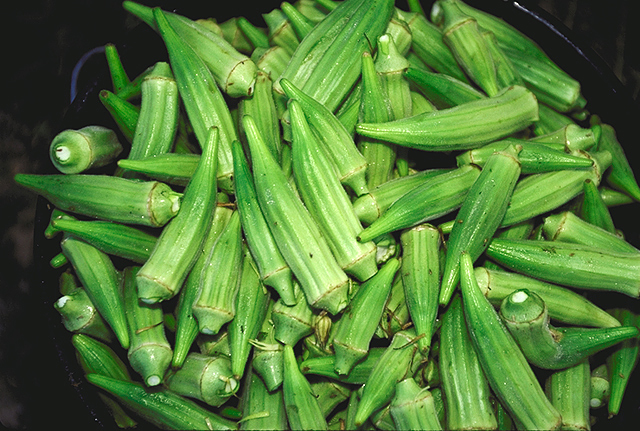
panier de gombos (légume)

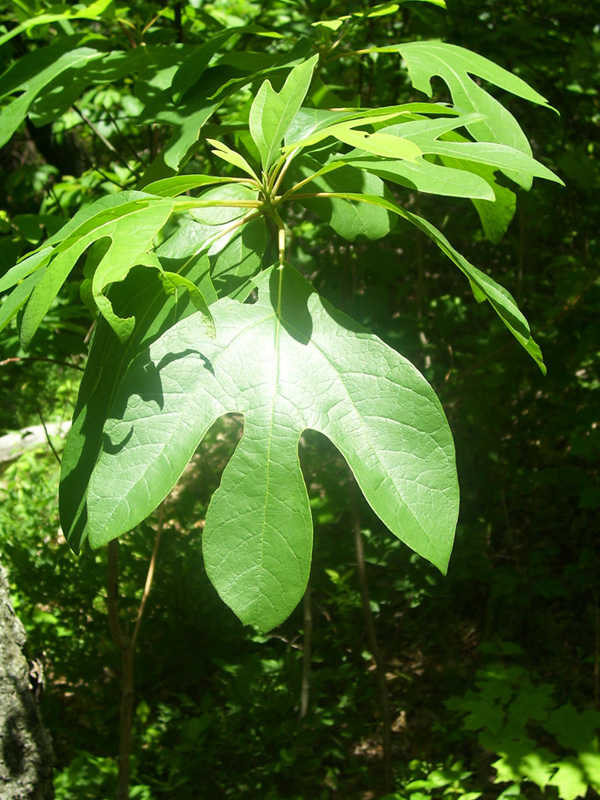
feuilles de Sassafras, source de la poudre de filé

Le bouillon ou la sauce du gombo repose sur trois principaux épaississants : le gombo (légume), la poudre de filé et le roux. Traditionnellement, le gombo et la poudre de filé ne sont pas utilisés à la fois dans le même plat, bien que cette règle connaisse parfois des exceptions. Le roux peut être utilisé seul ou en combiné avec l'un des deux autres épaississants,.
Le gombo (légume) est plus souvent utilisé comme épaississant dans les gombos aux fruits de mer que dans ceux à la viande. Ce légume mucilagineux est généralement cuit en premier; et les autres ingrédients sont ajoutés une fois qu'il a atteint consistance souhaitée. Selon The Oxford Companion to Food, les plats à base de ce légume sont de moins en moins populaires, car sa texture ne correspondrait plus aux goûts actuels.
La feuille de sassafras, réduite en poudre de filé, est quant à elle ajoutée à la fin de la cuisson, après que les légumes et les viandes ou fruits de mer ont été retirés du feu. Si elle est incorporée trop tôt, la poudre peut rendre le plat trop filamenteux. Ajoutée au bon moment, elle confère au ragoût une texture légèrement épaisse et soyeuse.
Le roux est aujourd'hui l'épaississant le plus couramment utilisé. Il est préparé en faisant cuire des quantités équivalentes de farine et de graisse – traditionnellement du saindoux, mais souvent remplacé par du beurre depuis le milieu du XXe siècle. La durée de cuisson du roux influence à la fois sa couleur, sa saveur et son pouvoir épaississant : plus il est foncé, plus sa saveur est prononcée, mais moins il épaissit la sauce.

### Gombos créole versus cadien

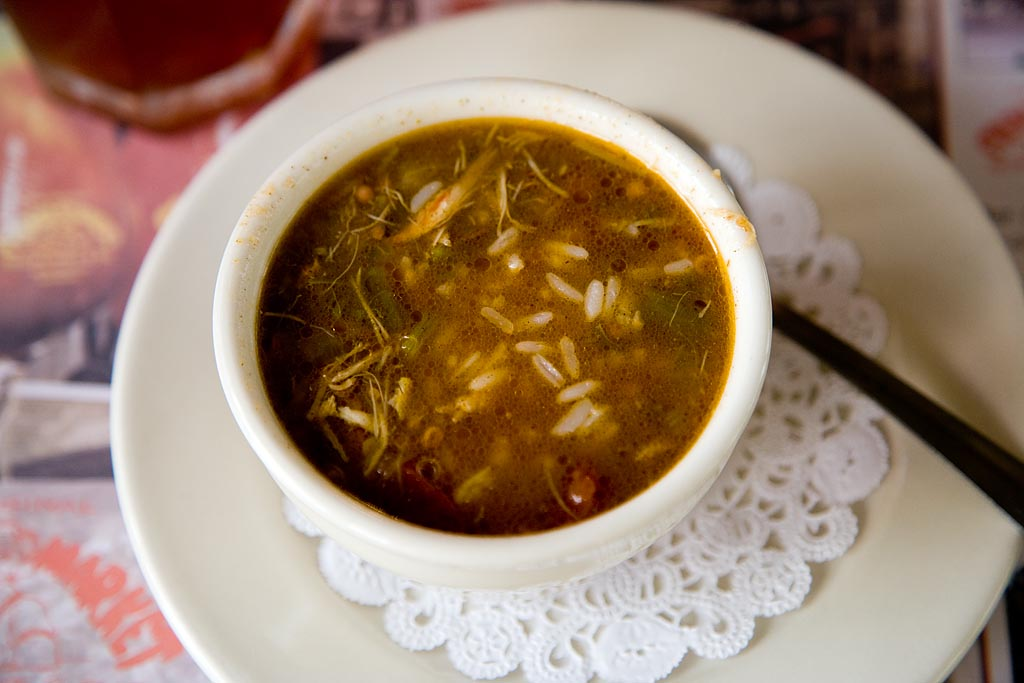
gombo créole aux fruits de mer

Le gombo se divise généralement en deux variétés. Les préparations dites « créoles » sont courantes à La Nouvelle-Orléans et dans le sud-est de la Louisiane, héritage des populations créoles de Louisiane — descendants des colons français, espagnols et des esclaves africains. Près des côtes, les gombos aux fruits de mer sont les plus fréquents, tandis que dans les régions du sud-ouest,utilisent souvent de la volaille, comme du poulet ou du canard, et des saucisses,.
Le gombo créole se compose le plus souvent de fruits de mer, de tomates et d'un épaississant. Avant la seconde moitié du XXe siècle, le céleri y était rarement utilisé. Dans la région de Natchitoches, les créoles vivant près de la rivière aux Cannes (Cane River) cuisinent un gombo au goût bien plus fumé, enrichi de saucisses ou de jambon.

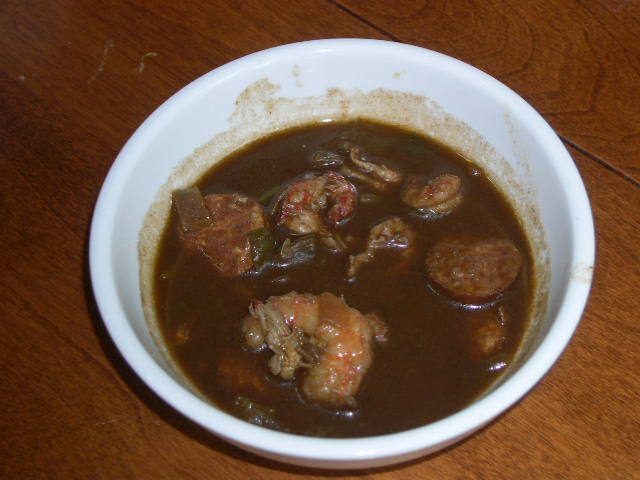
gombo cajun aux fruits de mer

Le gombo « cadien » (ou cajun) est originaire du sud-ouest de la Louisiane, où se sont installés les Acadiens — descendants des colons francophones expulsés d'Acadie au milieu du 18e siècle (région située dans les provinces canadiennes actuelles du Québec, de la Nouvelle-Écosse, du Nouveau-Brunswick et de l'Île-du-Prince-Édouard),. Cette variante se distingue par son roux, cuit jusqu’à obtenir une teinte « à la limite du brûlé ». Le roux est utilisé avec du gombo (légume) ou de la poudre de filé. Le gombo cajun est généralement garni de persil et d'oignons verts. Les morceaux de volaille sont souvent servis avec les os, et les légumes comme l’oignon, le céleri et le poivron sont maintenus dans le plat jusqu’au service.

### Gombo z'herbes

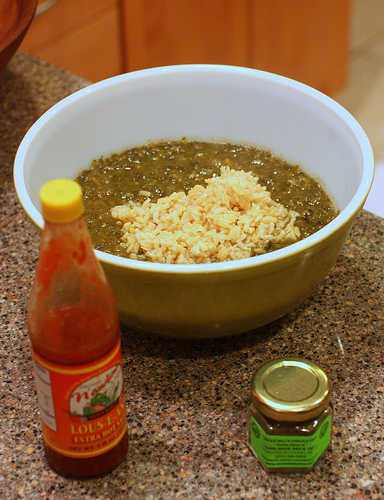
Gumbo z'herbes, servi avec de la poudre de filé et sauce piquante

Durant le Carême, lorsque les catholiques devaient s’abstenir de consommer de la viande, on préparait souvent une version végétarienne du gombo appelée gumbo z’herbes, dérivé de l’expression « gombo aux herbes ». Cette variété combine différents légumes verts - généralement des navets, des feuilles de moutarde et des épinards. Ces légumes étaient cuits longuement, puis passés au tamis pour obtenir un bouillon vert épais. La préparation était chronophage et, avec l’assouplissement des restrictions du carême pratiques religieuses, ce plat a progressivement perdu en popularité. Il est aujourd'hui très rarement servi dans les restaurants. Il arrive qu'on y ajoute parfois du jambon ou de la chair de crabe à ce type de gombo.
Le gombo z'herbes pourrait être originaire des populations Françaises, Espagnoles et Ouest Africaines. Il présente des similitudes avec le potage aux herbes français, ainsi qu'avec le calalou afro-caribéen. Ce plat sans viande présente également une ressemblance frappante avec un plat souvent consommé le Jeudi sainten Allemagne : un ragoût de sept légumes verts, conforme aux restrictions du Carême chez les catholiques allemands.

## Histoire

### Historique
Le gombo est souvent utilisé comme une métaphore du mélange de cultures qui existe dans le sud de la Louisiane. Le plat combine des ingrédients et des méthodes de cuisson de plusieurs cultures, notamment ouest-africaines, françaises, espagnoles, allemandes et Choctaw,,. L'origine du plat pourrait aussi venir des plats indigènes traditionnels d’Afrique de l’Ouest. Aux 18e et 19e siècles, les personnes issues de ces cultures vivaient dans un espace assez restreint avec une mobilité minimale. Dans cet environnement, les cultures pouvaient s'influencer mutuellement et fusionner pour créer de nouvelles traditions et une nouvelle cuisine.
L'établissement de Mobile en 1702 marque le début de la colonie française de Louisiane. Les colons français s'allient avec diverses tribus indigènes, notamment les Choctaw, les Alabama et les Cherokee, dont ils apprennent de nouvelles méthodes de cuisine et d'identification des plantes indigènes comestibles.
Les navires ont commencé à arriver en Louisiane en 1719. Les premiers navires transportaient du riz et des hommes expérimentés dans sa culture. La céréale s'est bien adaptée à son nouvel environnement et, en quelques années, la culture du riz était courante le long du fleuve Mississippi.
En 1721, 125 Allemands s'installent à 40 miles (64 km) de la Nouvelle-Orléans et introduisent la technique de  fabrication de saucisses. En 1746, la population blanche de la Louisiane est estimée à 3 200 personnes et celle des Noirs à 4 730. Les Africains réduits en esclavage sont plus nombreux que les Blancs dans la plupart des régions de Louisiane pendant au moins les 40 années suivantes,.
La colonie passe du contrôle français au contrôle espagnol en 1762. Le gouvernement espagnol recrute activement des colons pour la Louisiane espagnole. Environ 2 000 personnes originaires des îles Canaries s'installent dans la région située au sud de la Nouvelle-Orléans,. Ces colons sont principalement des pêcheurs qui commencent bientôt à fournir de grandes quantités de crevettes, de crabes et d'huîtres aux marchés alimentaires de la Nouvelle-Orléans. Les Canariens ont également apporté "l'amour de la nourriture bien assaisonnée", notamment l'utilisation du poivre de Cayenne moulu, un piment rouge épicé. Les autorités espagnoles ont également autorisé de nombreux exilés acadiens francophones à s'installer en Louisiane depuis le nord-est de l'Amérique du Nord. De 1755 à 1795, près de 3 000 de ces colons, bientôt appelés Cajuns, se sont installés dans les régions situées au sud et à l'ouest de la Nouvelle-Orléans. La Louisiane a été secrètement rendue à la France en 1800, puis achetée par les États-Unis en 1803. La partie la plus au sud de la Louisiane territoriale, y compris la Nouvelle-Orléans, est devenue l'État de Louisiane en 1812.
En 1800, la traite des esclaves avait introduit de nouveaux aliments en Louisiane, notamment le légume gombo venant d'Afrique et des plants de piments forts qui venaient probablement d'Haïti. Les oignons et les poivrons faisaient depuis longtemps partie de la cuisine dans les traditions espagnoles et africaines. Les tomates ont été introduites dans la région peu de temps après.

### Théories sur l'origine du plat
Les spécialistes s'accordent à dire que le gombo est apparu en Louisiane au début du xviiie siècle. Toutefois, l'étymologie incertaine du terme rend difficile l'identification précise des origines de ce plat . Bien qu'il n'existe aucune preuve concluante, les marqueurs culturels indiquent plusieurs scénarios plausibles.
Comme mentionné précédemment, bien que ses origines exactes demeurent inconnues, le gombo est généralement considéré comme un plat métissé, né de l'influence française, espagnole, africaine, amérindienne, caribéenne et allemande. Les Afro-Américains réduits en esclavage échangeaient ou combinaient fréquemment des ingrédients pour préparer ce plat, ce qui lui permettait de servir de moyen d'expression communautaire et identitaire.
En Afrique de l'Ouest le légume gombo était déjà utilisé comme base pour de nombreux plats, y compris les soupes. En Louisiane, le gombo a intégré des ingrédients issus de plusieurs apports culturels. Les archives qui subsistent indiquent qu'en 1764, les Africains de la Nouvelle-Orléans mélangeaient du gombo cuit avec du riz pour préparer un repas.
Bien que très improbable, le gombo pourrait être un dérivé des soupes traditionnelles françaises, en particulier la bouillabaisse,. Lors des hivers rigoureux, les Acadiens cuisinaient généralement des soupes, avec les ressources locales disponibles. Après l'installation des Acadiens en Louisiane au milieu du xviiie siècle, ils n'ont pas pu trouver beaucoup de leurs ingrédients traditionnels, notamment les navets et le chou. Dans ce scénario, les colons acadiens ont dû substitué des ingrédients locaux à ceux qui étaient couramment inclus dans le ragoût original. Ainsi, au lieu du poisson traditionnel, ils ont utilisé des crustacés. Progressivement, le plat a évolué en intégrant des ingrédients issus d'autres cultures culinaires.
Certains experts culinaires du début du xxe siècle, à l'instar de Celestine Eustis, ont soutenu que le gombo était un plat d'occasion spéciale pour les tribus indigènes, ce qui laisse entendre une pratique cajune de la fin du xviiie siècle. À cette époque, le riz, considéré comme un luxe pour de nombreux Cajuns, était remplacé par du gruau de maïs, un accompagnement courant dans les ragoûts amérindiens. L'utilisation du maïs et du filé laisse supposer que le plat a une origine indigène.
Ces différentes théories se mêlent aussi à la légende locale de la Révolte de la Poêle à Frire, également appelée Insurrection des Jupons. Selon la légende, en 1722, des femmes colons françaises se seraient rassemblées à la Nouvelle-Orléans, chez le gouverneur Jean-Baptiste Le Moyne, Sieur de Bienville, pour protester contre le manque d'ingrédients familiers. La gouvernante de Bienville, Madame Langlois, aurait alors appris aux femmes à enrichir un simple gombo. Elle aurait utilisé le légume gombo que les femmes avaient découvert auprès des esclaves Africains. Par la suite les Espagnoles et les Choctaw auraient introduit les ingrédients typiques de la cuisine Choctaw, tels que les crevettes, les écrevisses et la poudre de filé.

### Popularité du plat
Les premières références écrites au gombo remontent au début du xixe siècle. En 1802, John Sibley a décrit "le plat qu'ils appellent gumbo, qui est principalement fait de gombo [légume] dans une sorte d'épaisse soop [sic] et se mange avec du riz, c'est la nourriture de tout le monde pour le dîner et le souper". L'année suivante, le gouverneur français Pierre Clément de Laussat a organisé une soirée dans laquelle 24 plats gombos différents ont été préparés. Selon l'auteur Cynthia Lejeune Nobles, ces deux événements "donnent des indices sur la popularité du gombo à l'époque coloniale espagnole et illustrent le fait que ce plat pouvait être à la fois humble et raffiné".
Un livre de cuisine de 1824, The Virginia House-Wife de Mary Randolph, a été le premier à inclure une recette de gombo. Intitulée « Gumbo - A West India Dish », cette recette simple décrivait comment faire bouillir du gombo mais ne ressemblait guère au ragoût communément appelé gumbo. Le même livre contenait une recette de "soupe à l'ocre" composée de gombo (okra), d'oignons, de volaille, de bacon, de tomates et de haricots de Lima épaissis avec de la farine. Bien que cette recette ait des similitudes avec le gombo, elle ressemble davantage au plat des Caraïbes, le calalou.
Une version plus familière du plat a été décrite dans un livre de cuisine de Marion Cabell Tyree en 1879. Son Housekeeping in Old Virginia décrivait « Gumbo Filit A La Creole », un gombo à base de filé avec du poulet et des huîtres, le tout assaisoné avec du piment de la Jamaïque, des clous de girofle, du poivre rouge et noir, du persil et du thym. Le livre de cuisine de 1881, What Mrs. Fisher Knows About Old Southern Cooking, dicté par Abby Fisher, contenait trois recettes de gombo. La "Soupe d'huîtres gumbo" utilisait une base de poudre de filé, tandis que « Ochra Gumbo » et « Chicken Gumbo » utilisaient le légume gombo comme base. Quatre ans plus tard, le livre de cuisine La Cuisine Créole documentait huit variantes de la recette du gombo. Aucune n'utilisait de saucisse, mais presque toutes contenaient du jambon.
Jusque dans les années 1970, le gombo était principalement populaire sur la côte du Golfe des États-Unis. Le plat a acquis une plus grande notoriété au-delà de la région après la mort du sénateur américain Allen Ellender. Originaire de Terrebonne Parish, en Louisiane, Ellender avait souvent cuisiné du gombo pour ses collègues, dont cinq présidents américains. Après la mort d'Ellender en 1972, le Sénat a demandé à sa cafétéria d'ajouter dans son menu le gombo créole de Louisiane, à base de fruits de mer, en l'honneur du sénateur. La popularité du chef Paul Prudhomme, dans les années 1980, a relancé l'intérêt du public pour le gombo ainsi que cuisine créole et cajun.

## Préparation et service
Le gombo est généralement cuit pendant au moins trois heures, et il peut mijoter toute la journée. La viande est souvent préalablement dorée puis retirée du feu. Le légume gombo et le roux sont cuits  avant les autres légumes et les fruits de mer. Le légume est retiré du feu lorsqu'il atteint la consistance désirée, tandis que le roux reste dans la marmite. Les légumes d'assaisonnement sont ensuite ajoutés à la sauce. Lorsque ceux-ci se sont transformés en bouillie (plus communément appelés cuits), la viande et le gombo (légume) sont ajoutés à la marmite avec de l'eau ou du bouillon, puis bouillis à découvert jusqu'à ce que la viande atteigne la tendreté désirée. Les assaisonnements, notamment le poivre rouge, noir et blanc, les feuilles de laurier, le thym, la sauce piquante et le sel, sont ajoutés selon les préférences individuelles. Selon Nobles, « l'assaisonnement correct du gombo est essentiel, et en Louisiane, ajouter juste le bon zeste est considéré comme un art ». Les fruits de mer, qui cuisent rapidement, ne sont incorporés qu’en fin de cuisson. Le ragoût est parfois parsemé d’oignons verts et de persil avant d’être servi. La poudre de filé, si elle est utilisée, est ajoutée tout à la fin.
Les gombos créoles et cajuns sont servis accompagnés avec du riz chaud, ce qui permet au plat de nourrir davantage de convives. Le gombo z'herbes, quant à lui, est servi avec le riz à part. Le gombo est presque toujours servi directement depuis la marmite sur le feu, bien que dans les maisons plus aisées ou lors d'occasions spéciales, il puisse être présenté dans une soupière posée sur la table. Le gombo et le pain constituent souvent l'essentiel du repas, bien que de nombreuses familles cajuns proposent une salade de pommes de terre en accompagnement.
Soniat présente les principaux types de gombos créoles, accompagnés de descriptions des traditions familiales qui leur sont associées

## Aspects sociaux
Dans Cajun Foodways, C. Paige Gutierrez décrit le gombo comme « un plat économique " idéal pour " nourrir un grand nombre de personnes avec une petite quantité de viande ou de fruits de mer ». Nobles souligne également que « l'une des caractéristiques du gombo est qu'avec une casserole suffisamment grande, on peut facilement doubler ou tripler les quantités, tout en conservant un plat savoureux adapté aux repas communautaires ». Avec ce plat, les cuisiniers peuvent utiliser de petites portions de divers ingrédients qui, individuellement, ne suffiraient pas à constituer un repas. Ce plat est un moyen efficace d'utiliser les restes de viandes et de fruits de mer dans un délai de deux heures. Par ailleurs, le gombo préparé sans poudre de filé se conserve mieux car il ne devient pas fibreux.
Depuis le xixe siècle, le gombo est fréquemment servi lors de rassemblements sociaux ou à l'occasion d'évènements spéciaux en Louisiane,. Les fais do-do (fêtes dansantes) locales proposent généralement du gombo à partir de minuit. De nombreuses familles organisent des réunions conviviales appelées « faire un gombo », au cours desquelles amis et proches se retrouvent pour partager un repas autour du gombo accompagné de boissons alcoolisées.
Le gombo est cuisiné et apprécié par les Louisianais de toutes origines ethniques; les influences multiculturelles du plat l'ont fait évoluer au fil des générations. Le gombo est présent aussi bien dans les zones urbaines et que rurales de la Louisiane.
Dans les régions rurales de l'Acadiane, au sud de la Louisiane, le gombo joue un rôle central dans les célébrations de Mardi Gras. Le jour de Mardi Gras, des hommes déguisés parcourent les maisons pour quémander les ingrédients nécessaires à la préparation du gombo, lors d’un événement traditionnel connu sous le nom de Courir de Mardi Gras. Les membres de la communauté se rassemblent ensuite en un lieu central, où les hommes prennent en charge la préparation du gombo, avant que tous ne partagent le repas et ne dansent jusqu’à minuit, moment marquant le début carême.
Le gombo est aujourd'hui reconnu comme la cuisine officielle de l’État de Louisiane. De nombreux concours culinaires dans le sud de l’État célèbrent ce plat emblématique, qui occupe aussi une place importante dans de nombreux festivals locaux. La ville de Bridge City, en Louisiane, qui se revendique comme la « capitale mondiale du gombo », organise chaque année un Festival du Gombo. Ce festival propose notamment un gombo préparé dans une marmite en fonte mesurant près de 0,9 mètre de profondeur et 1,5 mètre de diamètre. Toutefois, en règle générale, les marmites utilisées dans les festivals mesurent environ 0,6 mètre de profondeur et de diamètre.